# Doi moi
Đổi mới betecknar de ekonomiska reformer som företogs i Vietnam i mitten av 1980-talet.
I början av 1980-talet stod det klart att den planekonomiska modellen med stora kollektivjordbruk hade misslyckats. 1986 lanserades Đổi mới, en reformering av ekonomin i kapitalistisk riktning. Kollektivjordbruken bröts upp och ersattes av den enskilda familjen som brukningsenhet. Även om all mark fortfarande ägs av staten, är nästan alla bönder idag egna företagare. I början av 1980-talet var landet tvunget att importera ris för att kunna försörja befolkningen. Idag svarar jordbruket för drygt 40 procent av exporten. Reformerna inom jordbruket har ökat avkastningen dramatiskt, och Vietnam är numera världens tredje största exportör av ris.